# Felice Monza
Felice Monza fue un deportista italiano que compitió en remo. Ganó dos medallas en el Campeonato Europeo de Remo de 1912, plata en ocho con timonel y bronce en cuatro con timonel.

## Palmarés internacional
| Campeonato Europeo | Campeonato Europeo | Campeonato Europeo | Campeonato Europeo |
| Año                | Lugar              | Medalla            | Prueba             |
| ------------------ | ------------------ | ------------------ | ------------------ |
| 1912               | Ginebra (Suiza)    | Medalla de plata   | Ocho con timonel   |
| 1912               | Ginebra (Suiza)    | Medalla de bronce  | Cuatro con timonel |